# موسی‌لار (فکه)
موسی‌لار (به ترکی استانبولی: Musalar) یک منطقهٔ مسکونی در ترکیه است که در فکه، ترکیه واقع شده‌است.